# Distretto di Chanae
Il distretto di Chanae (in thailandese: จะแนะ) è un distretto (amphoe) della Thailandia, situato nella provincia di Narathiwat.